# Pallavolo Palermo
La Pallavolo Palermo è stata una società di pallavolo femminile di Palermo.
Ha preso parte a quattro campionati di Serie A1, dal 1999 al 2003. Sponsorizzata dalla Rio Marsì, ha disputato i play-off per lo scudetto nel 1999-00, dopo essersi classificata all'ottavo posto; la stagione successiva si è salvata ai play-out. Senza sponsor, è arrivata nona nel 2002 e all'ultimo posto nel 2003, retrocedendo in Serie A2. Giocava al PalaUditore.
Nel 2001-02 la società, in cerca di sponsor, convinse Éva Henger a pubblicizzare il proprio sito internet sulle maglie della società in una partita contro l'Edison Modena. Le giocatrici del Città di Palermo nel 2003 hanno realizzato un calendario, i cui ricavati sono andati in beneficenza all'Associazione Nazionale Lotta all'Aids.